# مرگ در بهشت
مرگ در بهشت (انگلیسی: Death in Paradise) یک مجموعه تلویزیونی جنایی و کارآگاهی است که در سال ۲۰۱۱ منتشر شد.

## بازیگران
- بن میلر
- کریس مارشال
- سارا مارتینز
- دنی جان-جولز
- گری کار
- الیزابت بورگین
- ژوزفین ژوبر
- آدریان دونبار
- مارون کریستی
- جیمز فاکس
- فیلیپ جکسون
- استیو اِوِتس
- اِید ادموندسون
- کلی شرلی
- نیل موریسی
- توبی بیکر
- شیکو آموس
- اود لگستلوآ-بیده
- تاج مایلز
- سارا نایلز
- کِـیتی ویکس
- جیمی آکینگبولا
- استیو اِج
- دین لنوکس کلی